# Треккани, Джованни
Джованни Треккани дельи Альфиери (итал. Giovanni Treccani degli Alfieri; 3 января 1877, Монтикьяри — 6 июля 1961, Милан) — итальянский предприниматель, политик и меценат, основатель Института итальянской энциклопедии.

## Биография
Сын аптекаря и знатной уроженки Брешиа, в возрасте 17 лет, будучи рабочим-текстильщиком уехал в Германию, в текстильную школу в Крефельде. Несколько лет спустя вернулся в Италию с небольшим капиталом и знанием технологий, которые применил в итальянской текстильной промышленности, сначала в качестве мелкого предпринимателя, затем — одного из капитанов промышленности. В годы после Первой мировой войны был президентом ряда хлопкопрядильных компаний, в том числе «Cotonificio Rossi» в Скио (1909—1911), «Società anonima manifattura tessuti Candidi» (1916), «Cotonificio Valle Ticino» в Виттуоне, где также являлся генеральным директором, как и в «Lanificio Rossi» в Скио.
В 1919 году пожертвовал значительную сумму Национальной академии деи Линчеи, в 1923 году подарил государству «Библию Борсо д’Эсте», шедевр миниатюры эпохи Возрождения, приобретённую в Париже за сумму 5 млн лир во избежание переправки редчайшего издания за океан. Ныне книга хранится в библиотеке д'Эсте в Модене.
В 1924 году Треккани стал сенатором, в то же время философ Джованни Джентиле предложил ему заняться изданием национальной итальянской энциклопедии. 18 февраля 1925 года был учреждён Институт Треккани, целью которого было объявлено издание энциклопедии, свободной от политических влияний, в его деятельности принимал активное участие также основатель Католического университета Святого Сердца иезуит и учёный-психолог Агостино Джемелли. В 1931 году при участии издательских домов Bestetti e Tumminelli и Fratelli Treves Треккани учредил общество Тревез-Треккани-Тумминелли, преобразованное королевским указом № 669 от 24 июня 1933 года в Институт Итальянской энциклопедии (21 декабря 1933 года это решение было оформлено законом). С 1925 по 1937 год был директором Индустриальной секции этого института и автором ряда статей Итальянской энциклопедии на темы текстильной промышленности, с 1933 по 1938 годы являлся вице-президентом Института, с 1954 — почётным президентом. Являлся одним из президентов «Credito commerciale» (1925—1935) и итальянского подразделения Siemens.
В 1937 году получил титул графа, в 1939 году ему присвоена почётная степень доктора словесности Миланского университета за деятельность с 1929 по 1938 год в должности президента Ломбардского комитета Общества истории Рисорджименто (Comitato lombardo della Società per la Storia del Risorgimento), а также в Ассоциации итало-германской культуры (Associazione di cultura italo-germanica), которую основал в 1932 году. В 1934 году Треккани стал президентом Общества публикации документов Миланского университета (Società per la pubblicazione dei papiri dell’Università degli Studi di Milano), также занимал должность президента музея театра Ла Скала.
В 1942 году основал Фонд Треккани дельи Альфиери (Fondazione Treccani degli Alfieri), который в период с 1953 по 1966 год опубликовал 16-томную «Историю Милана». Оказал финансовую помощь Центру изучения творчества Мандзони (Centro studi manzoniani), который сохранил наиболее ценную часть библиотеки этого писателя романтической школы, Национальному институту исследования эпохи Возрождения (Istituto nazionale per gli studi sul Rinascimento) и др. В 1960 году учредил фонд изучения истории Брешии.

## Награды
- Орден Короны Италии
  - Кавалер (27 мая 1917 года)
  - Офицер (21 декабря 1919 года)
  - Командор (22 февраля 1920 года)
  - Великий офицер (28 декабря 1922 года)
  - Большой крест (20 октября 1932 года)
- Кавалер ордена Святых Маврикия и Лазаря (14 сентября 1939 года)

## Труды
- Enciclopedia Italiana Treccani. Idea, esecuzione, compimento (1939)
- Enciclopedia Italiana Treccani. Come e da chi è stata fatta (1947)
- Nel cammino della mia vita (1961)